# Кёха синто
Кёха синто (яп. 教派神道 кё:ха-синто:, «синто конфессий», «сектантское синто», «сектантский синтоизм») — собирательный термин, обозначающий религиозные организации и группы, признанные японским правительством независимыми синтоистскими религиозными организациями в конце XIX — начале XX века в противовес «государственному синто» и занимавшимися проповедью и распространением синтоизма. Обычно под этим термином подразумевают 13 религиозных организаций, существовавших в данном виде с 1908 по 1945 год. Кроме того, он может применяться и для произошедших от синтоизма новых религиозных движений. Сегодня созданная в эпоху Мэйдзи «Ассоциация синтоистских сект» (яп. 教派神道連合会 кё:ха-синто:-рэнго:кай) включает в себя 12 организаций и занимается координацией взаимодействия между ними.

## Список конфессий
| Русское название                  | Японское название       | Основатель         | Год основания | Год офиц. признания или вступления | Описание                                                                                     |
| --------------------------------- | ----------------------- | ------------------ | ------------- | ---------------------------------- | -------------------------------------------------------------------------------------------- |
| Куродзумикё (Синто-куродзуми-ха)  | 黒住教 (神道黒住派）    | Куродзуми Мунэтада | 1814          | 1876                               | Новое религиозное движение                                                                   |
| Тэнрикё                           | 天理教                  | Накаяма Мики       | 1838          | 1908                               | Новое религиозное движение                                                                   |
| Мисогикё (Синто-Мисоги-ха)        | 禊教 (神道禊派)         | Иноуэ Масаканэ     | 1830-1844     | 1894                               | Новое религиозное движение                                                                   |
| Конкокё                           | 金光教                  | Каватэ Бундзиро    | 1858          | 1900                               | Новое религиозное движение                                                                   |
| Онтакэкё (Синто-Онтакэ-ха)        | 御嶽教 (神道御嶽派)     | Симояма Оскэ       | 1873          | 1882                               | Образовано на основе культа горы Онтаке                                                      |
| Фусокё (Синто-Фусо-ха)            | 扶桑教 (神道扶桑派)     | Сисино Накаба      | 1873          | 1882                               | Образовано на основе культа горы Фудзи                                                       |
| Идзумо оясирокё (Идзумо-тайся-ха) | 出雲大社教 (神道大社派) | Сэнгэ Такатоми     | 1873          | 1882                               | Реорганизованная паломническая ассоциация святилища Идзумо                                   |
| Синрикё                           | 神理教                  | Сано Цунэхико      | 1875-1876     | 1894                               | Новое религиозное движение                                                                   |
| Синто сюсэйха                     | 神道修成派              | Нитта Кунитэру     | 1876          | 1876                               | Сформировано для проповеди синто после кампании «Великого учения»                            |
| Дзиккокё (Синто-Дзикко-ха)        | 實行教 (神道実行派)     | Сибата Ханамори    | 1878          | 1882                               | Образовано на основе культа горы Фудзи                                                       |
| Синсюкё (Синто-Синсю-ха)          | 神習教 (神道神習派)     | Ёсимура Масамити   | 1882          | 1882                               | Новое религиозное движение/сформировано для проповеди синто после кампании «Великого учения» |
| Синто тайсэйкё† (Синто-тайсэй-ха) | 神道大成教 (神道大成派) | Хираяма Сэйсай     | 1882          | 1882                               | Новое религиозное движение/образовано на основе культа горы Онтаке                           |
| Синто тайкё                       | 神道大教 (神道本局)     | Инаба Масакуни     | 1885          | 1886                               | Сформировано для проповеди синто после кампании «Великого учения»                            |
| Оомото                            | 大本                    | Дэгути Нао         | 1899          | 1956                               | Новое религиозное движение                                                                   |
| Дзингукё                          | 神宮教                  | Танака Ёрицунэ     | 1882/1872     |                                    | Реорганизованная паломническая ассоциация святилища Исэ                                      |
| Идзумокё                          | 出雲教                  | Китадзима Наганори | 1882          |                                    |                                                                                              |

†С 1947 года практически неактивна
- Зелёным выделены организации, не входившие в официальные «13 синтоистских сект», коричневым — бывшие члены «Ассоциации синтоистских сект»

## Предыстория
Для поздней эпохи Эдо (особенно бакумацу) и эпохи Мэйдзи были характерны быстрые и глубокие изменения структуры общества и образа жизни. Урбанизация, индустриализация, открытие Японии западному миру и западной культуре привели к огромным изменениям в религиозной сфере. Важнейшим результатом модернизации явилось разрушение системы традиционных деревенских общин. В феодальной Японии место жительства, вера, святилище автоматически наследовались детьми. Возросшая мобильность населения лишила эту систему опоры. Другим важным фактором был рост образованности всех слоёв населения, совпавший с приходом западных идей. Приход христианских миссионеров, широко проповедовавших религиозные идеи, являлся вызовом для синтоизма, так как религиозное образование до тех пор предназначалось лишь для священнослужителей. Как священнослужители, чей статус стал падать, так и государство хотели противостоять распространению христианства.
С начала XIX века по всей стране начали зарождаться новые религиозные движения (по сути, новые религии). Как правило, их основатели, якобы получившие божественное откровение и создавшие новое учение и систему ритуалов, предлагали людям практические выгоды, улучшение их нынешней жизни. Часто люди шли к ним за излечением от недугов.
В результате реставрации Мэйдзи политическая система Японии изменилась. Главой государства стал император, и новые власти стремились укрепить его авторитет. Уже в 1868 году они провозгласили возвращение Японии к принципу сайсэй итти, то есть единству политики и ритуала. Для этого они хотели превратить синтоизм в государственную религию с единой иерархической структурой. Для этой цели, а также в рамках борьбы с феодальным наследием, власти попытались насильно отделить синтоизм от буддизма.
В 1870 году для контроля за сферой религии был возрождён Дзингикан («управление по делам небесных и земных божеств»), а для пропаганды синто было создано «Движение за распространение Великого учения» (или «Великого пути следования ками»), основой которого являись принципы почитания ками, патриотизма и служения императору. В движение участвовали не только синтоисты, но и прочие разнообразные религиозные группы. В июне 1871 года Дзингикан издал указ, национализировавший все храмы страны и запретивший передачу жреческих полномочий по наследству.
Вскоре власти поняли, что кампания «Великого учения» оказалась неэффективна, как из-за организационных, так и из-за идеологических проблем. Дзингикан несколько был реорганизован и понижен в статусе. В 1882 году государство официально отделило храмовых священнослужителей (синкан, 神官) от проповедников, перестав поддерживать последних напрямую. В 1884 году движение за пропаганду «Великого учения» распалось из-за внутренних противоречий.

## Образование кёха синто
С конца XIX века японские власти признали законными синтоистскими конфессиями религиозные группы нескольких типов. Наряду с появившимися ранее «новыми религиозными движениями», появились организации, выросшие из традиционных культов гор и паломнических ассоциаций крупных храмов, а также конфессии, объединившие разнородные религиозные общины.
Многие новые религиозные движения подвергались репрессиям со стороны властей ещё во времена сёгуната. В эпоху Мэйдзи власти также стремились подавить все движения, и старые, и новые, чья догматика не соответствовала официальной идеологии. Неоднократным арестам подвергалась Накаяма Мики, основательница Тэнрикё; лидеров горных культов сажали в тюрьму под предлогом борьбы с шаманизмом. В начале 1870-х годов проповедь стала возможна только в рамках кампании «Великого учения», и многие группы стали пересматривать свои идеи, чтобы соответствовать государственной синтоистской идеологии.
К другой категории относятся движения, образовавшиеся из уже существовавших организаций или культов под влиянием религиозной политики властей. У большинства этих движений не было значимого основателя, а их официальные организаторы имели ограниченное влияние. Идеи этих движений были сформулированы, как правило, в эпоху бакумацу. Их идеологическая слабость и отсутствие сильных традиций тоже приводили к принятию государственных догматов.
После неудачи кампании «Великого учения» с 1875 года из «Академии Великого учения» постепенно начали выходить различные группы, получавшие признание властей как независимые религиозные организации. Регистрация в качестве таковых позволяла им избежать преследований и продолжить деятельность. Из синтоистских первыми получили независимость Куродзумикё и Синто-сюсэйха (в 1876 году).
Под внешним и внутренним давлением японское правительство решило провести формальное разделение религии и государства, этот принцип был закреплён в конституции 1889 года. Для этого синтоистские организации и храмы поделили на государственные (кокка-синто) и конфессиональные. Государственное синто стало официальным культом и идеологией государства и было объявлено «не религией». Активным прозелитизмом было предписано заниматься второй группе.

## Деятельность организаций кёха-синто
Благодаря одобрению со стороны государства, конфессии кёха-синто смогли значительно расширить количество своих членов. Развитие масс-медиа и транспорта позволяло проповедникам эффективно распространять свои учения. Конфессии создали федерацию для координации и выработки общих практик. Больше всех в эпоху Мэйдзи разрослась Куродзумикё за счёт активного участия в кампании «Великого учения». Многие организации проповедовали в колониях, из них самой успешной стала Тэнрикё. По их утверждениям, в 1918 году в число её членов входило 14772 японца и 7764 корейца. Они стремились лучше понять местных жителей и проповедовали с учётом корейских реалий.
В то же время продолжались репрессии в отношении подобных религиозных групп, не получивших одобрение властей. В начале XX века самой активной из них была Оомото, чьи лидеры были посажены в тюрьму в 1921 году.
После Второй мировой войны часть организаций, входивших в кёха-синто, отреклись от своей принадлежности к синтоизму, а искусственно соданная Синто тайсэйкё фактически прекратила свою деятельность.